# Elasmus rossi
Elasmus rossi is een vliesvleugelig insect uit de familie Eulophidae. De wetenschappelijke naam is voor het eerst geldig gepubliceerd in 1960 door Yasumatsu.